# Futógyíkok

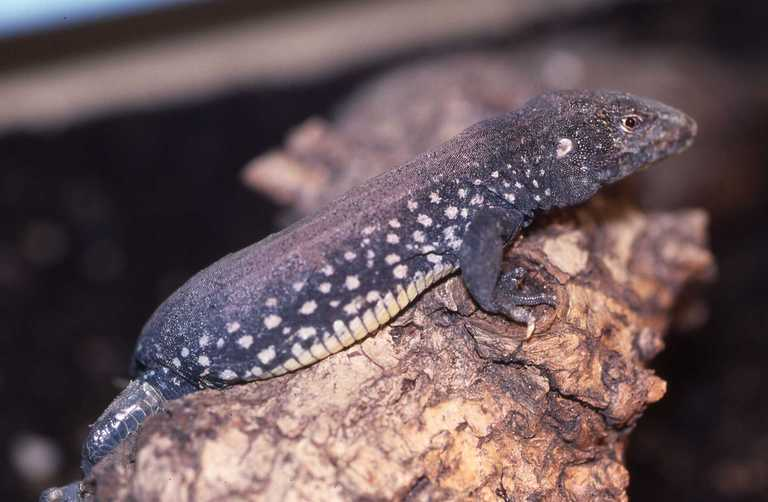
Cnemidophorus vanzoi

A futógyíkok (Cnemidophorus) a hüllők (Reptilia) osztályának pikkelyes hüllők (Squamata) rendjébe, ezen belül a tejufélék (Teiidae) családjába tartozó nem. Különös jellemzőjük, hogy eddig ismert 19 fajából néhánynak nincsenek hím egyedei, kizárólag nőstényekből áll, ezt a jelenséget uniszexualitásnak nevezik.

## Szaporodásuk
Eme állatnem biszexuális fajainál a hím/nőstény arány teljesen normális, míg a hím egyedeket nem tartalmazó fajok nőstényei szűznemzéssel szaporodnak. Az elfogadott elmélet szerint az egynemű fajok egyes egymáshoz közel álló kétneműek hibridizációjával jönnek létre. A jelenlegi taxonómia szerint tehát ezen gyíkfajok esetében előáll az a ritka evolúciós helyzet, hogy a szülőktől eltérő fajú lesz az utód.
A csak nőstényekből álló fajok esetében a szűznemzéses szaporodás megindításában nagy szerepe van annak, hogy az éppen nem ovuláló nőstények hímként viselkednek, udvarolnak és párosodást imitálnak. Udvarláskor a hímek (vagy hímként viselkedő nőstények) közelednek, ha a nőstény kész a párzásra, akkor a hím megragadja állkapcsával a nyakán vagy a mellső lábán és felkapaszkodik a hátára. Az aktus közben szinte körültekeri a párját.

## Rendszerezés
A nembe az alábbi 19 faj tartozik:
- Cnemidophorus arenivagus Markezich, Cole & Dessauer, 1997
- Cnemidophorus arubensis Lidth de Jeude, 1887
- Cnemidophorus cryptus Cole & Dessauer, 1993
- Cnemidophorus duellmani McCranie & Hedges, 2013
- Cnemidophorus espeuti Boulenger, 1885
- Cnemidophorus flavissimus Ugueto, Harvey & G. Rivas, 2010
- Cnemidophorus gaigei Ruthven, 1915
- Cnemidophorus gramivagus McCrystal & Dixon, 1987
- szalagos ostorfarkú-gyík (Cnemidophorus lemniscatus) (Linnaeus, 1758)
- Cnemidophorus leucopsammus Ugueto & Harvey, 2010
- Cnemidophorus murinus (Laurenti, 1768)
- Cnemidophorus nigricolor W. Peters, 1873
- Cnemidophorus pseudolemniscatus Cole & Dessauer, 1993
- Cnemidophorus rostralis Ugueto & Harvey, 2010
- Cnemidophorus ruatanus Barbour, 1928
- Cnemidophorus ruthveni Burt, 1935
- Cnemidophorus senectus Ugueto, Harvey & G. Rivas, 2010
- Cnemidophorus splendidus Markezich, Cole & Dessauer, 1997
- Cnemidophorus vanzoi (Baskin & E. Williams, 1966)

### Fordítás
- Ez a szócikk részben vagy egészben  a   Cnemidophorus című angol Wikipédia-szócikk ezen változatának fordításán alapul.  Az eredeti cikk szerkesztőit annak laptörténete sorolja fel. Ez a jelzés csupán a megfogalmazás eredetét és a szerzői jogokat jelzi, nem szolgál a cikkben szereplő információk forrásmegjelöléseként.